# Miguel Contreras Torres
Miguel Contreras Torres (* 28. September 1899 in Morelia; † 5. Juni 1981 in Mexiko-Stadt) war ein mexikanischer Filmregisseur, Filmproduzent, Drehbuchautor und Schauspieler. Vor seiner Karriere in der mexikanischen Filmindustrie war er ein Offizier der Aufständischen in der Mexikanischen Revolution. Er gilt als einziger Regisseur des frühen mexikanischen Films, dem der Umstieg vom Stumm- zum Tonfilm ohne Probleme gelang. Er griff in seinen Filmen auch bis dahin nicht behandelte Themen auf und hatte somit eine Vorreiterrolle inne.

## Leben und Werk
Miguel Contreras Torres kämpfte in der Mexikanischen Revolution auf der Seite der Aufständischen und hatte dabei die Position eines Offiziers inne. Nach dem Ende des Bürgerkrieges begann er zu Beginn der 1920er-Jahre seine Karriere in der mexikanischen Filmwirtschaft. Sein Debüt gab er 1920 als Schauspieler in dem Film El Zarco von José Manuel Ramos. Für seinen Auftritt wurde Contreras Torres mit William S. Hart, einem Star der Hollywood-Western, verglichen. Kurze Zeit später begann er Filme zu produzieren und Regie zu führen. So drehte Miguel Contreras Torres 1922 De Raza Azteca. Dann wandte er sich mit den beiden Filmen El Caporal und El Sueño del Caporal regionalen Themen zu. In ihnen griff er das Leben im Norden Mexikos auf. Ebenfalls 1922 drehte Contreras Torres mit El hombre sin patria den ersten Film, der sich mit der mexikanischen Emigration in die Vereinigten Staaten beschäftigte. Als Regisseur drehte Miguel Contreras Torres Filme verschiedener Genres. Almas Tropicales aus dem Jahr 1923 ist ein Liebesfilm über die Liebe eines jungen Mannes, dessen letzte Einstellung das Paar vor der aufgehenden Sonne zeigt. In Oro, sangre y Sol aus demselben Jahr verfilmte er das Leben eines berühmten Stierkämpfers. Mit Aguiluchos Mexicanos drehte er 1924 ein Melodram über eine Mutter, die die Karriere ihres Sohnes als Pilot kritisch und ängstlich aufnimmt.
Contreras Torres arbeitete nicht nur in Mexiko. 1926 drehte er El Relicario in Mexiko, Hollywood und Spanien. 1927 und 1928 drehte er El León de Sierra Morena in Spanien. 1929 kehrte er nach Mexiko zurück, wo er die Drehbücher für zwei nationalistische Filme schrieb und diese auch produzierte und bei ihnen Regie führte. Dabei handelte es sich um Soñadores de la Gloria und El àguila y el Nópal. 1931 drehte Miguel Contreras Torres mit Zitán seinen letzten Stummfilm. Im Jahr 1933 kam sein Film Juárez y Maximiliano ins Kino und war der mexikanische Film mit den größten Einnahmen am Premierenwochenende der 1930er-Jahre. Die royale Thematik dieses Films setzte er in einigen weiteren der nächsten Jahre fort. So in La Paloma, La Emperatriz Loca und Caballería del imperio. Miguel Contreras Torres drehte bis in die späten 1960er-Jahre Filme, womit er der am längsten im Geschäft gebliebene frühe mexikanische Regisseur war und als einziger den erfolgreichen Schritt vom Stumm- zum Tonfilm geschafft hatte.

## Filmografie
- 1921: Los dorados
- 1921: De raza azteca
- 1922: El hombre sin patria
- 1923: Oro, sangre y sol
- 1923: El verdadero México
- 1924: Almas tropicales
- 1926: El ejército mexicano
- 1927: Hipnotismo
- 1929: El león de Sierra Morena
- 1930: El águila y nopal
- 1933: Revolución (La sombra de Pancho Villa)
- 1934: Juárez y Maximiliano
- 1934: ¡Viva México!
- 1937: No te engañes corazón
- 1942: Caballería del imperio
- 1942: Simón Bolíva
- 1944: La vida inútil de Pito Pérez
- 1946: Rancho de mis recuerdos
- 1946: María Magdalena, pecadora de Magdala
- 1948: Reina de reinas: La Virgen María
- 1950: Vuelve Pancho Villa
- 1951: Amor a la vida
- 1954: Tehuantepec
- 1959: Pueblo en armas
- 1960: ¡Viva la soldadera!
- 1967: El hermano Pedro